# Chromis abyssus
Chromis abyssus es una especie de peces de la familia Pomacentridae en el orden de los Perciformes.

## Morfología
Los machos pueden llegar alcanzar los 9,8 cm de longitud total.

## Hábitat
Es un pez de mar.

## Distribución geográfica
Se encuentran en República de Palau.